# Maxim Yeliseyeu
Maxim Yeliseyeu, también transliterado como Maxim Yeliseyev –en ruso, Максим Елисеев; en bielorruso, Максім Елісееў– (28 de agosto de 1988), es un deportista bielorruso que compitió en biatlón. Ganó una medalla de bronce en el Campeonato Europeo de Biatlón de 2011, en la prueba por relevos.

## Palmarés internacional
| Campeonato Europeo | Campeonato Europeo   | Campeonato Europeo | Campeonato Europeo |
| Año                | Lugar                | Medalla            | Prueba             |
| ------------------ | -------------------- | ------------------ | ------------------ |
| 2011               | Val Ridanna (Italia) | Medalla de bronce  | Relevos            |